# Renfe série 16000

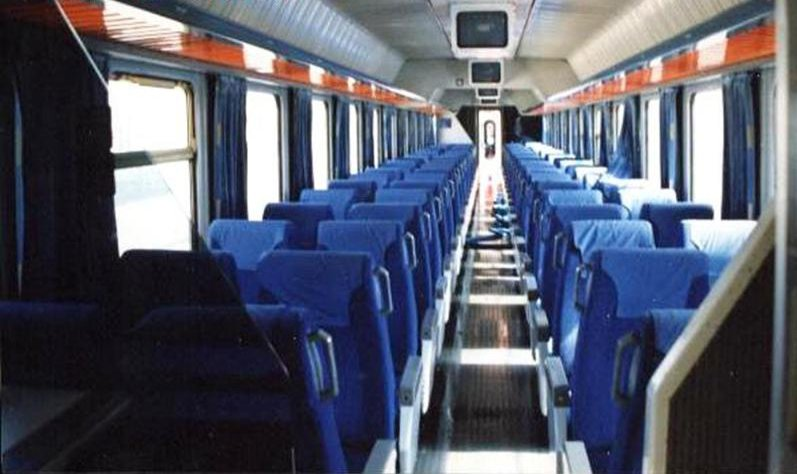
Aménagement intérieur de la B10t-16305 (1999).

La série 16000 de la Renfe regroupe des voitures de chemin de fer issues de la transformation en 1991 d'anciennes voitures BB 8500 de type UIC-X.
Elles ont été aménagées en salles avec allée centrale.

## Sous-série 16200
Elles forment une série de 40 voitures, constituée à l'origine de l'unique sous-série 16200 :
- 40 B11t-16200 50 71 21-x8 201 à 240 , transformées en 1991 avec aménagement en salle avec 22 rangées de 2+2 fauteuils,
  - les unes (50 71 21-08 2xx) avec les bogies Minden Deutz d'origine (120 km/h), parmi lesquelles :
    - 8 B11tr-16200 pour services régionaux (207-211, 221, 222, 224),

  - les autres (50 71 21-78 2xx) avec bogies GC-1 aptes aux 160 km/h, parmi lesquelles :
    - 10 B11tv-16200 avec vidéo (216-219, 234-240)[1].

## Sous-série 16300
Les 12 B11tv et 10 B11t sont à leur tour transformées en 1996-1997 :
- 22 B10tv-16300 50 71 20-78 301 à 322, 20*(2+2) places, avec vidéo, climatisées et aptes aux 160 km/h.

En 1997, les 8 B11tr-16200 ont également été transformées en voitures pour grands parcours B10tv-16300, pour être radiées en 1999.

## Utilisation
Les 8 B11tr-16200 ont été utilisées pour des services régionaux, notamment en Andalousie pendant l'exposition de Séville en 1992 et en Catalogne (Pullman Cerdanya, voir photo).
La série 16300 a circulé dans les trains diurnes Miguel de Unamuno et Finisterre jusqu'à leur remplacemenrt par des trains Talgo III respectivement en 2001 et 2002, et dans le Diurno García Lorca quand il est devenu Intercity en 1998-1999.